# عمر الخضری
عمر الخضری (عربی: عمر الخضري؛ زادهٔ ۲۶ اوت ۱۹۹۰) یک ورزشکار اهل عربستان سعودی است.
از باشگاه‌هایی که در آن بازی کرده‌است می‌توان به باشگاه فوتبال هجر عربستان سعودی و باشگاه فوتبال الفتح عربستان سعودی اشاره کرد.